# Мадриу-Перафита-Кларор
Долина Мадриу-Перафиту-Кларор (кат. Vall del Madriu-Perafita-Claror) — ледниковая долина на юго-востоке Андорры, с площадью 42,47 км² составляющая 9 % территории страны. Содержащая значительное число редких биологических видов, долина стала в 2004 первым и единственным объектом в Андорре, внесённым в список Всемирного наследия ЮНЕСКО. в 2006 территория охраняемой зоны была расширена.

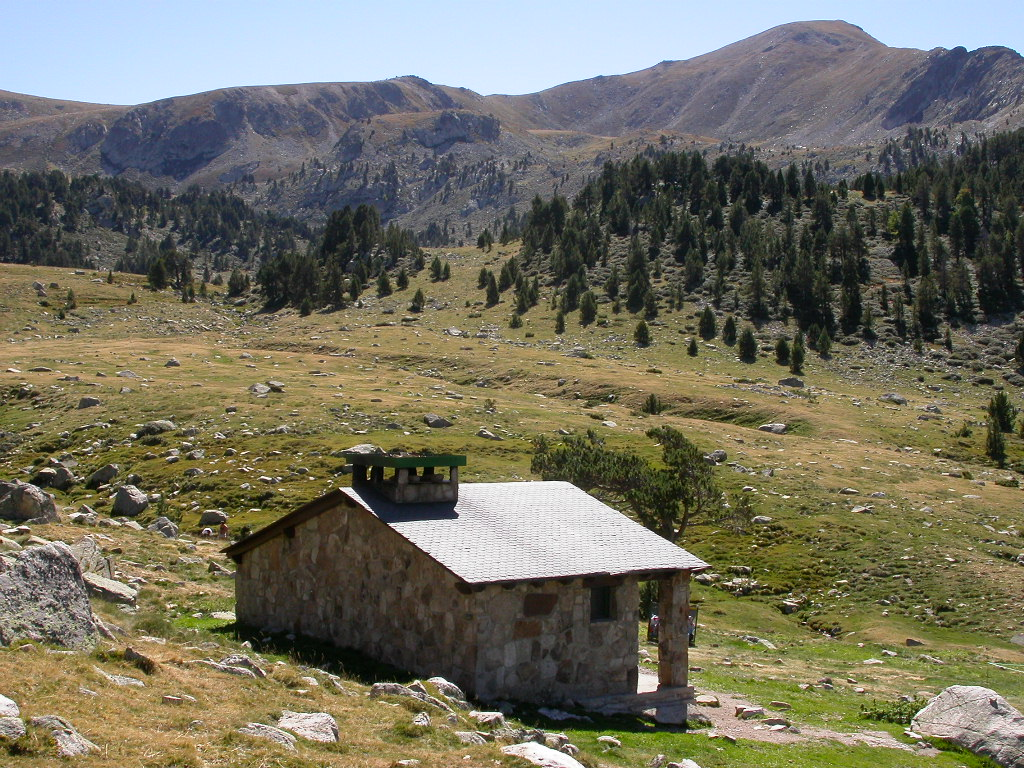
Дом в долине

Долина представляет собой ледниковое ущелье с высокогорными лугами и лесистыми уступами скал. С юга, запада и востока она окружена горами, с юга непосредственно гранича с Испанией, а с севера выходит к долине реки Валира. В долину не ведут никакие дороги, кроме пешеходных троп. Тем не менее, остатки жилищ и следы железоплавления доказывают, что люди жили в долине на протяжении более 700 лет.
В настоящее время в долине находятся два небольших обитаемых только летом поселения, содержащих в сумме 12 гранитных домов со сланцевой крышей. В Средние века в долине выращивался виноград. В настоящее время сельское хозяйство вытесняется скотоводством. Леса до XIX века использовались для получения древесного угля. До 1790 в долине практиковались добыча железной руды и кузнечное дело.